# Karin Hellandsjø

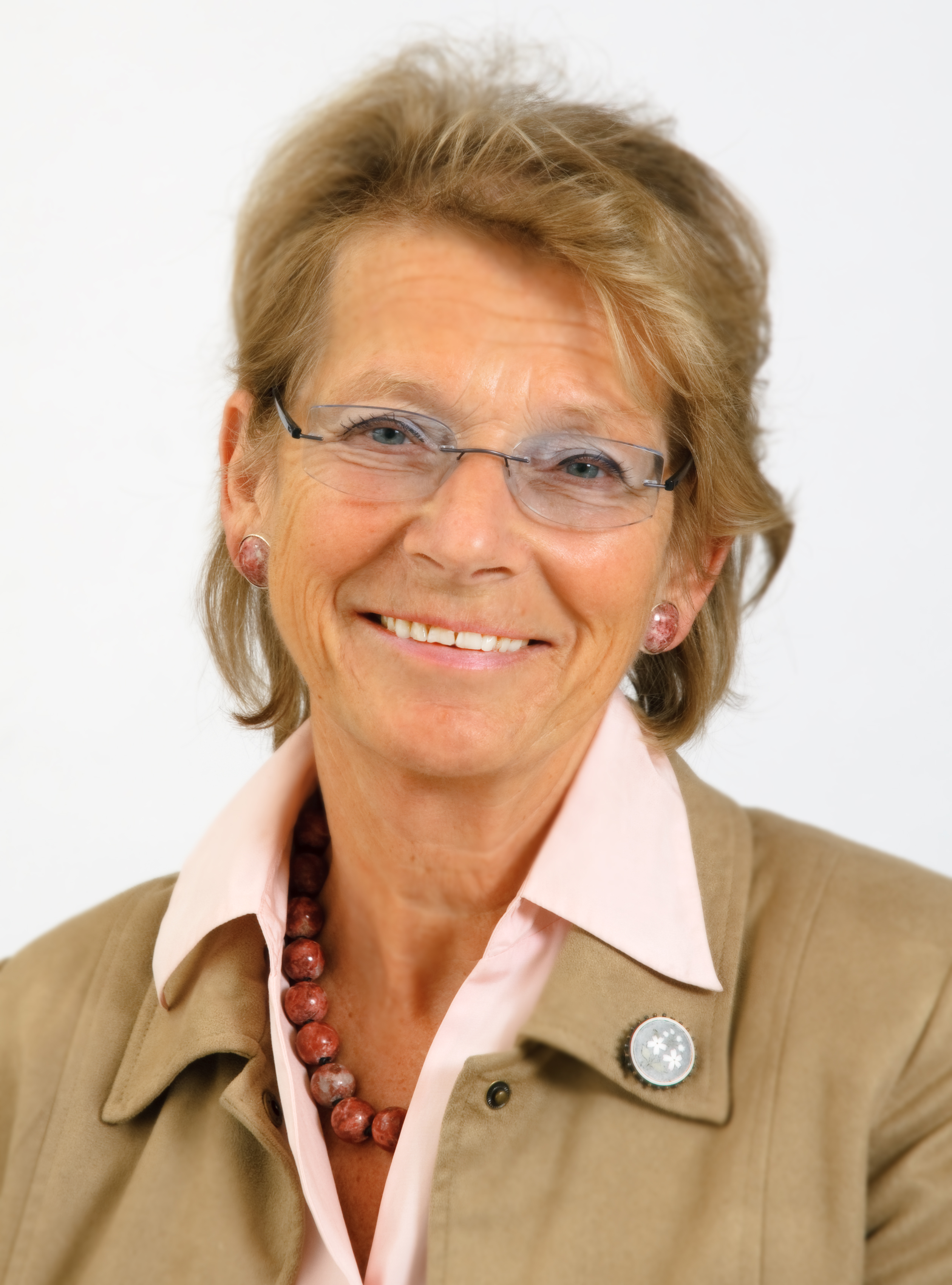
Karin Hellandsjø

Karin Hellandsjø, född 30 juli 1944 i Göteborg och uppvuxen i Porsgrunn, är en norsk konsthistoriker och museichef.

## Biografi
Hellandsjø tog 1977 sin magistergrad med en avhandling om Jakob Weidemann. Hon anställdes vid Henie Onstad Kunstsenter som konservator 1971, och arbetade där till 1988, då hon blev chefskonservator vid det då nyupprättade Museet for samtidskunst. Då Samtidsmuseet gick upp i det nya Nasjonalmuseet blev hon projektledare där 2003. År 2005 återvände hon till Henie Onstad Kunstsenter, nu som chef.
Hellandsjø har bland annat gett ut två böcker om Weidemann, som hon ser som den viktigaste personen för det abstrakta måleriets genombrott i Norge. Den första, som bygger på hennes magisteravhandling, Jakob Weidemann og det abstrakte maleris gjennombrudd i Norge, kom 1978. Den andra, Jakob Weidemann: storfuglen i norsk kunst, kom 2003.